# Tarcal vasútállomás
Tarcal vasútállomás egy Borsod-Abaúj-Zemplén vármegyei vasútállomás, Tarcal településen, a MÁV üzemeltetésében. A belterület délnyugati szélén helyezkedik el, nem messze a 3617-es út vasúti keresztezésétől, közúti elérését is az az út biztosítja.

## Vasútvonalak
Az állomást az alábbi vasútvonalak érintik:
- Mezőzombor–Nyíregyháza-vasútvonal

## Kapcsolódó állomások
A vasútállomáshoz az alábbi állomások vannak a legközelebb:
- Mezőzombor vasútállomás (Mezőzombor–Nyíregyháza-vasútvonal)
- Tokaj vasútállomás (Mezőzombor–Nyíregyháza-vasútvonal)

## Forgalom
| Járat        | Útvonal | Gyakoriság   |
| ------------ | --- | ------------ |
| személyvonat | Miskolc-Tiszai – Felsőzsolca – Hernádnémeti-Bőcs – Tiszalúc – Taktaharkány – Taktaszada – Szerencs – Mezőzombor – Tarcal – Tokaj – Rakamaz – Virányos – Görögszállás – Nyírtelek – Füzesbokor – Nyíregyháza | 1-2 óránként |
| személyvonat | Szerencs – Mezőzombor – Tarcal – Tokaj – Rakamaz – Virányos – Görögszállás – Nyírtelek – Füzesbokor – Nyíregyháza                                                                                           | 2 óránként   |